# Yomei
Yōmei, född 540, död 587, var regerande kejsare av Japan mellan 585 och 587.